# Sueviota
Sueviota és un gènere de peixos de la família dels gòbids i de l'ordre dels perciformes.

## Taxonomia
- Sueviota aprica (Winterbottom & Hoese, 1988)[2]
- Sueviota atrinasa (Winterbottom & Hoese, 1988)[2]
- Sueviota lachneri (Winterbottom & Hoese, 1988)[2]
- Sueviota larsonae (Winterbottom & Hoese, 1988)[2][3][4][5][6][7][8]